# Swarmandal

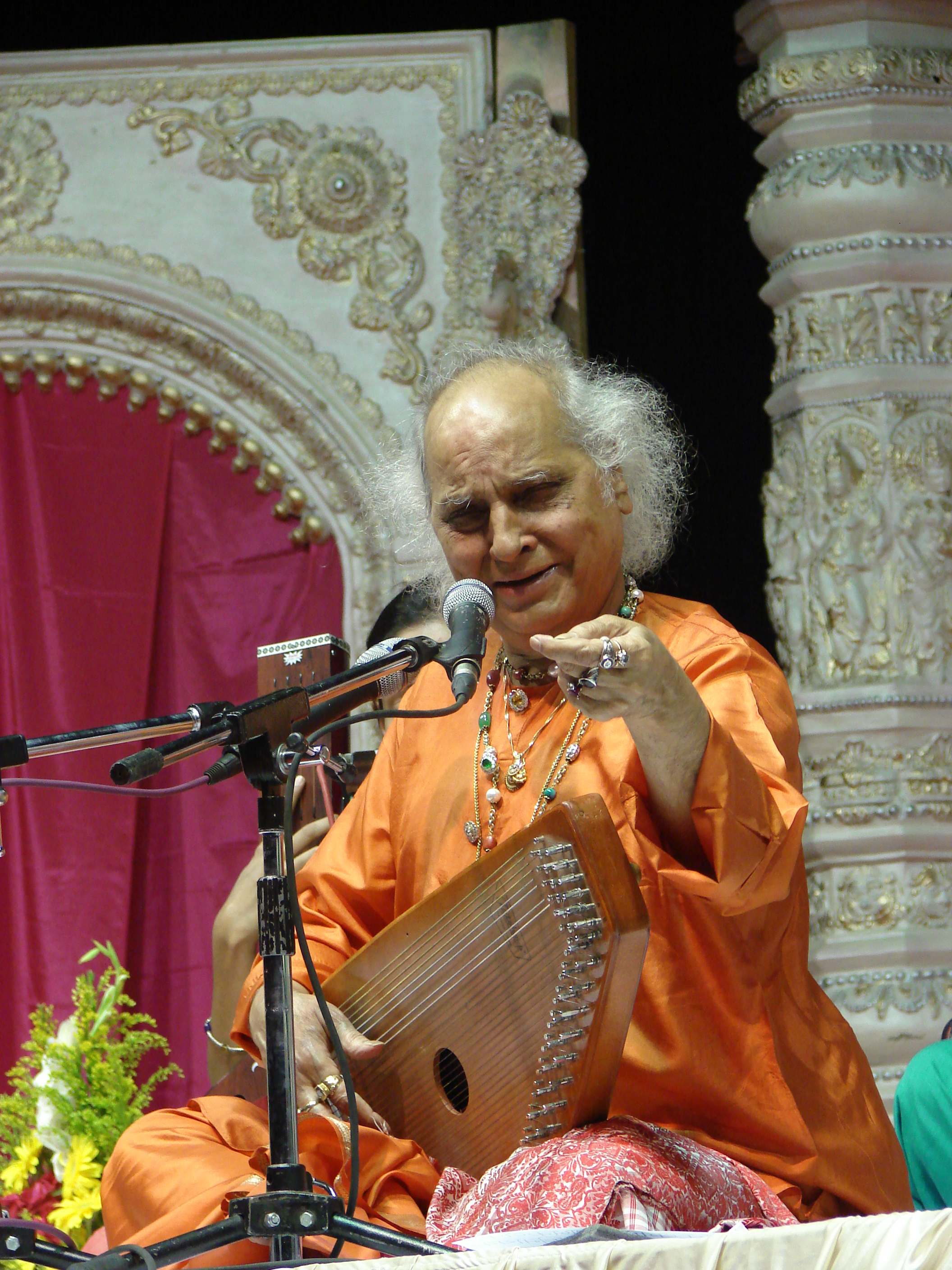
Jasraj grający na instrumencie

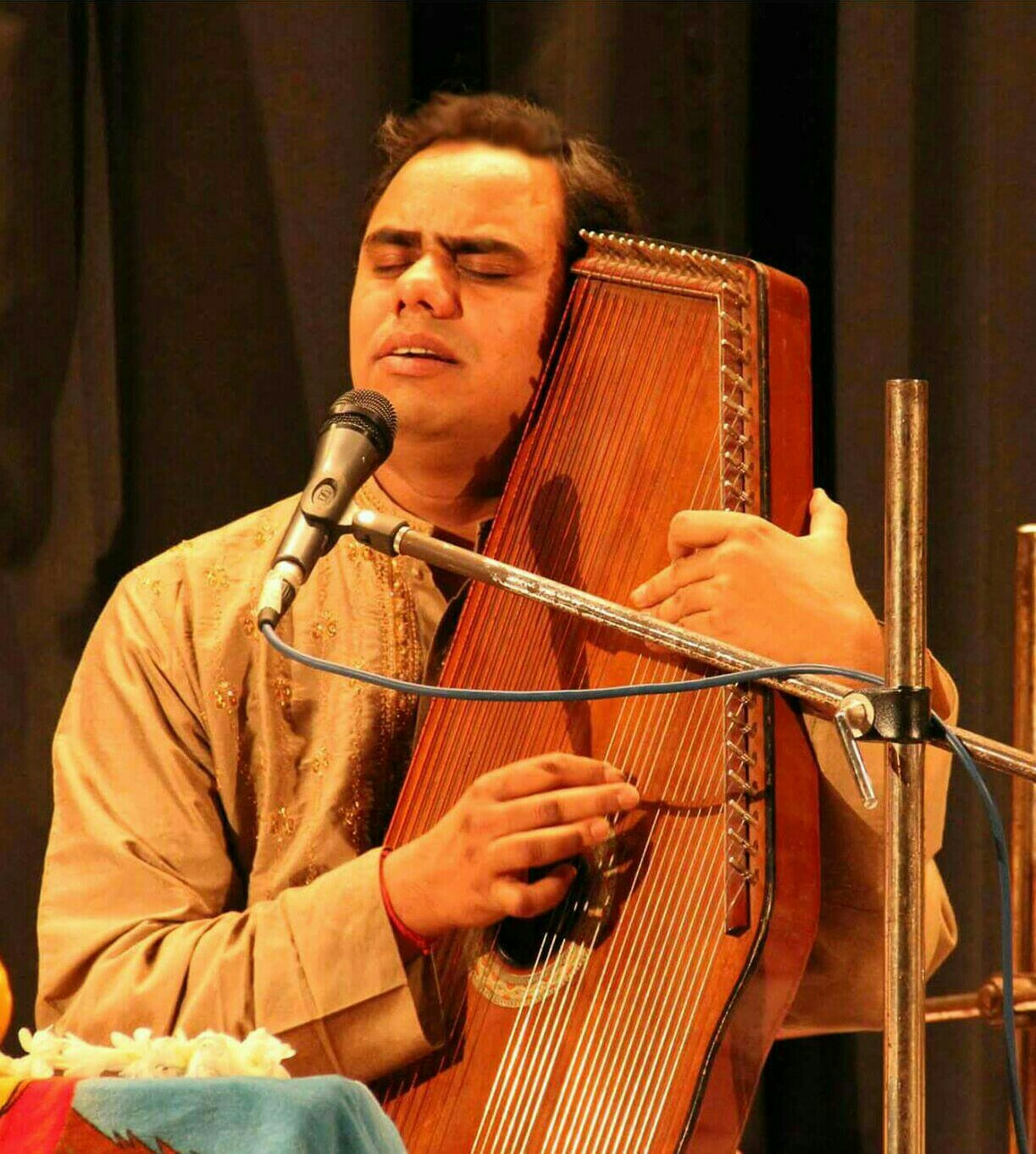
Gra na instrumencie ze śpiewem

Swarmandal (hindi स्वरमण्डल, także harfa indyjska; potocznie surmandal) – indyjska odmiana cytry, służąca głównie do akompaniamentu w wokalnej muzyce hindustańskiej. Składa się zazwyczaj z około 30 strun i drewnianego pudła. Mimo iż należy do najstarszych instrumentów Indii, jest powszechnie uważana za instrument mniej ważny od innych i drugorzędny. Nazwa cytry pochodzi od słów „nuty” i „grupa” (swara i mandal), co związane jest z charakterystyczną techniką wykonawczą, polegającą na graniu dużej ilości nut w odstępach. Istnieje elektroniczna wersja instrumentu („digital Swarmandal”)

## Budowa i strój
Harfa indyjska posiada od 21 do 36 strun; są one rozciągnięte od prawej do lewej strony drewnianego pudełka o wymiarach 24-30 na 12-15 na kilku prostokątnych stroikach. Nie istnieje stały i ustalony strój instrumentu - muzyk dostosowuje go, a także inne parametry w zależności od swoich potrzeb, a przy wybraniu nowej ragi instrument trzeba stroić od nowa.

## Technika gry
Na harfie indyjskiej gra się jak na zwykłej cytrze, przy pomocy młoteczków, lub jak na harfie, pociągając struny przy ich końcach bądź przesuwając po nich palcem.
Śpiewając i grając jednocześnie, umieszcza się instrument w jednej z dwóch pozycji:
- Przed sobą, siedząc (Chowkari)
- Przytrzymany do klatki piersiowej (Bade Ghulamali)[1].

## Wykorzystanie
Harfy indyjskiej używa się do akompaniamentu w wokalnej muzyce hindustańskiej, często kobiecego śpiewu, przy pomocy burdonu; zwykle gra na niej pierwszy śpiewak. Instrument docenił też zespół The Beatles: użyto go m.in. w piosenkach „Strawberry Fields Forever”, „Within You Without You” oraz „Lucy in the Sky with Diamonds”.